# Bevil Rudd
Pour les articles homonymes, voir Rudd.
Bevil Gordon D'Urban Rudd (né le 5 octobre 1894 à Kimberley et mort le 2 février 1948 dans la même ville) est un athlète sud-africain, spécialiste du 400 mètres et du 800 mètres. Lors des Jeux olympiques de 1920 se déroulant à Anvers, il remporte 3 médailles, dont un titre sur le 400 mètres.

## Biographie
Rudd naît à Kimberley au sein de l'ancienne colonie du Cap. Il est le fils d'Henry Percy Rudd et de Mable Mina Blyth. C'est également le petit-fils paternel de Charles Rudd, entrepreneur britannique, qui co-fonda, avec Cecil John Rhodes, la société d'extraction de diamants De Beers.
Il poursuit sa scolarité en Afrique du Sud au sein du Saint Andrew's College (en) de Grahamstown (aujourd'hui connu sous le nom de Makhanda). Excellant autant par ses résultats scolaires que par ses performances athlétiques, il parvient à obtenir une bourse d'études pour poursuivre sa scolarité au sein de la prestigieuse Université d'Oxford, au Royaume-Uni.
Durant la Première Guerre mondiale, Rudd rejoint l'armée britannique. À partir de 1916, il est affecté au sein du nouvellement créé Royal Tank Regiment. Il reçoit en juillet 1918, une Croix militaire pour ses actions au combat à la tête d'un groupement composé de 6 tanks.
Il participe avec la sélection sud-africaine aux Jeux olympiques de 1920 se déroulant à Anvers. Engagé sur 3 épreuves, le 400 mètres, le 800 mètres, et le relais 4 × 400 mètres, il réussit l'exploit de remporter une médaille dans chacune des disciplines. Le 17 août, sur le 800 mètres, il décroche sa première médaille en terminant à la 3e place de l'épreuve avec le temps d'1 min 54 s 0. Trois jours plus tard, le 20 août, il remporte le 400 mètres en 49 s 6 devant le britannique Guy Butler et le suédois Nils Engdahl. Enfin, le 23 août, en compagnie de Clarence Oldfield, Henning Dafel et Jack Oosterlaak, il décroche la médaille d'argent du relais 4 × 400 mètres. Après les Jeux, il continue à courir sur les pistes européennes en 1921, puis il réapparaît plus sur les stades.

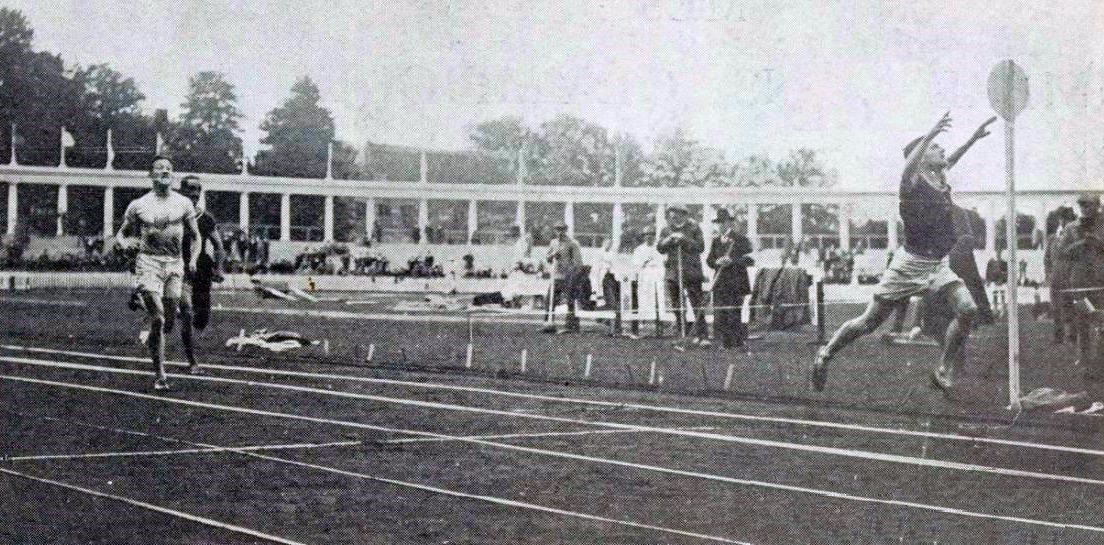
Bevil Rudd vainqueur du 400 mètres aux JO de 1920.

Après avoir terminé ses études en Angleterre, Rudd retourne en Afrique du Sud et travaille en tant que journaliste sportif.
En 1926, il épouse Ursula Mary Knight, fille de Clifford Hume Knight, consul d'Italie au Cap. Le couple donne naissance à au moins deux fils: Bevil John Blyth Rudd et Clifford Robin David Rudd (en), ce dernier deviendra joueur de cricket.
En 1930, il retourne en Angleterre et devient le rédacteur en chef du Daily Telegraph, poste qu'il occupe jusqu'après la Seconde Guerre mondiale. Il repart ensuite en Afrique du Sud, où il y mourut en 1948, à l'âge de 53 ans.

## Palmarès
| Date | Compétition     | Lieu   | Résultat | Épreuve   | Temps        |
| ---- | --------------- | ------ | -------- | --------- | ------------ |
| 1920 | Jeux olympiques | Anvers | 3e       | 800 m     | 1 min 54 s 0 |
| 1920 | Jeux olympiques | Anvers | 1er      | 400 m     | 49 s 6       |
| 1920 | Jeux olympiques | Anvers | 2e       | 4 × 400 m | 3 min 23 s 0 |

## Records
| Épreuve | Performance  | Lieu   | Date         |
| ------- | ------------ | ------ | ------------ |
| 400 m   | 48 s 3       | Oxford | 19 juin 1920 |
| 800 m   | 1 min 54 s 0 | Anvers | 17 août 1920 |